# Флавій Цецина Децій Агінацій Альбін
Флавій Цецина Децій Агінацій Альбін (лат. Flavius Caecina Decius Aginatius Albinus; д/н — після 448) — державний діяч часів Західної Римської імперії.

## Життєпис
Походив з патриціанського роду Агінаціїв. Про батьків нічого невідомо. Можливо був всиновлений своїм вуйком Цециною Децієм Агінацієм Альбіном, міським префектом Риму.
Про перебіг кар'єри обмаль відомостей. Висловлюєтьсья думка, що очолював розслідування стосовно звинувачень проти папи римського Сікста III. Але яку посаду в цей час він обіймав невідомо.
У 440 році обіймав посаду преторіанського префекта Галлії, коли папа римський Лев I виступив посередником між Агінацієм Альбіном та військовим магістром Флавієм Аецієм. У 443 році призначено преторіанським префектом Італії. На цій посаді перебував до 448 року. На цій посаді зумів відновити захист Італії від вандалів та поновив порядок на півострові.
444 року стає консулом. 446 року отримує посаду патрикія.  Подальша доля невідома. Висловлюється гипотеза, що Альбін загинув 455 року під час захоплення Риму вандалами.